# 加列
加列（法語：Galié，法語發音：[ɡalje]）是法国上加龙省的一个市镇，属于圣戈当区。

## 地理
加列（42°59'19"N, 0°37'58"E）面积2.86 平方千米，位于法国奧克西塔尼大區上加龙省，该省份为法国西南部内陆省份，西南端与西班牙接壤，自此顺时针与上比利牛斯省、热尔省、塔恩-加龙省、塔恩省、奥德省和阿列日省接壤。
与加列接壤的市镇（或旧市镇、城区）包括：吕斯康、贝尔特朗、巴日里、蒙德加列、奥尔、科曼日地区索沃泰尔。

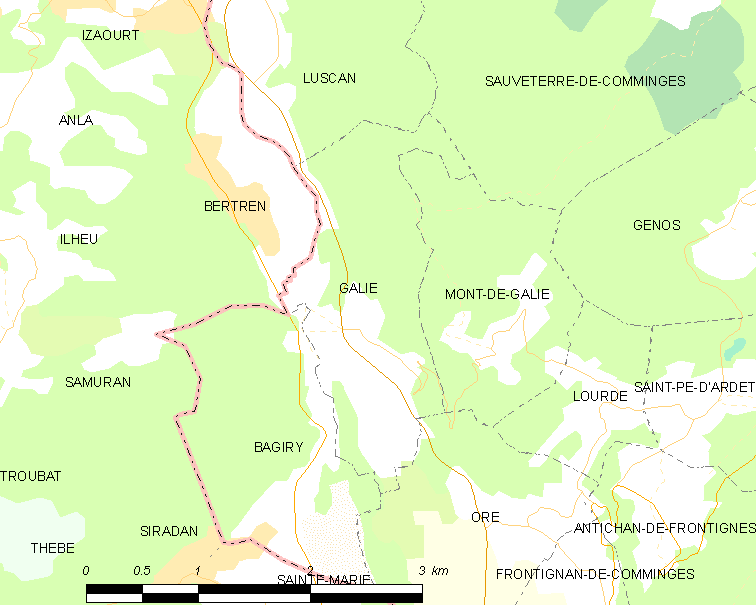
加列的OSM定位图

加列的时区为UTC+01:00、UTC+02:00（夏令时）。

## 行政
加列的邮政编码为31510，INSEE市镇编码为31207。

## 政治
加列所属的省级选区为巴涅尔德吕雄县。

## 人口

1962-2008年间加列人口变化图示

加列于2022年1月1日时的人口数量为86人。